# نارسائی قلبی با شدت بالا
نارسایی قلبی با شدت بالا یک بیماری قلبی است و هنگامی رخ میدهد که خروجی قلبی بالاتر از حد طبیعی باشد؛ آن هم به خاطر افزایش تقاضای محیطی. در این بیماری، گردش خون بیش از حد وجود دارد که ممکن است منجر به ورم ششی و مهمتر از آن، فشار دیاستولیکی (انبساطی) بیش از حد معمول در بطن چپ شود. این افراد معمولاً دارای عملکرد سیستولیِ عادی بوده اما نشانه های اختلال قلبی را از خود بروز میدهند. با گذشت زمان، این گردش خون بیش از حد باعث بروز اختلال سیستولی (انقباضی) میشود. در نهایت، خروجی قلبی میتواند به سطوح بسیار پائینتری کاهش یابد.

نارسایی قلبی با شدت بالا ممکن است در شرایط زیر رخ دهد: با افزایش حجم خون، مرض چاقی، فزونی آب و نمک (پاتولوژی کلیه و درمان با استروئیدهای نگهدارنده آب)، کم خونی شدید و مزمن، ناسور (فیستولا) بزرگ سرخ-سیاهرگی یا انشعابهای کوچک سرخ-سیاهرگی؛ به‌طور مثال در بیماری تلانژکتازی خونریزی دهنده ارثی (که به نام بیماری اسلر وبر راندو یا سندرم اسلر وبر راندو نیز خوانده می‌شود) یا بیماری استخوانی پاژه، برخی از اشکال اختلالات شدید کلیه یا کبد، پرکاری تیروئید و بری بری خشک و به شدت در شوک عفونی به خصوص اگر توسط باکتری گرم منفی ایجاد شده باشد
1. ↑  Derakhsani, Ebrahim. "Heart Failure Diagnosis and Treatment: A Complete Guide". Sinahealthtour.com. Archived from Date=July 14, 2019 the original on 21 July 2019. Retrieved July 21, 2019. {{cite web}}: Check |url= value (help)
2. ↑  O'Rouke, R.A., Fuster, V. (2001). Hurst's The Heart (10 (International edition) ed.). McGraw-Hill. p. 661. ISBN 978-0-07-116296-8.
3. ↑  Susan Wolfsthal (ed). NMS Medicine Lippincott Williams & Wilkins, Nov 15, 2007 - page 2. شابک ‎۰۷۸۱۷۶۹۷۵۲
4. ↑  Anand IS, Florea VG. High Output Cardiac Failure. Curr Treat Options Cardiovasc Med. 2001 Apr;3(2):151-159. PMID 11242561
5. ↑  Causes of High-Output Heart Failure Healthwise Staff of WebMD. Last updated: August 2010. Accessed 10/19/2012.